# Dry the River
Dry the River war eine englische Folkband aus London. In der ersten Hälfte der 2010er Jahre waren sie mit zwei Alben in Großbritannien erfolgreich.

## Bandgeschichte
Kopf und Gründer von Dry the River ist Peter Liddle. Geboren wurde er in Norwegen und in seiner Kindheit zog er mehrmals um, bevor er als Teenager nach Newbury kam. Dort war er in der lokalen Bandszene aktiv, bevor er erst nach Bristol ging, wo er Anthropologie studierte, und dann für ein Medizinstudium nach London ans King’s College. In den Semesterpausen begann er Musik zu schreiben, und mit Matt Taylor, Scott Miller, Will Harvey und Jon Warren, die er aus seiner Newbury-Zeit kannte und die inzwischen ebenfalls in der Hauptstadt lebten, gründete er die Band.
Das Label Transgressive nahm sie 2009 unter Vertrag und mit Auftritten bei den großen Festivals wie Glastonbury und  South by Southwest machten sie sich schnell einen Namen. Regelmäßige Veröffentlichungen steigerten ihre Bekanntheit und nach ihrer EP Weights and Measures wurden sie bei der BBC-Prognose für den Sound of 2012 zu den Kandidaten für den Durchbruch gezählt. Anfang März 2012 brachten Dry the River ihr Debütalbum Shallow Bed heraus und kamen damit sofort in die Top 30 der britischen Charts.
Auch in diesem und im folgenden Jahr traten sie wieder bei großen Festivals in Europa und den USA auf (Roskilde, Lollapalooza, Austin City Limits). Danach gingen sie nach Island, um ihr zweites Studioalbum aufzunehmen. Alarms in the Heart erschien im Herbst 2014 und konnte an den Erfolg des ersten Albums anknüpfen. Trotzdem beschlossen die Mitglieder der Band sich aufzulösen und sie gaben im Jahr darauf die Trennung bekannt.

## Diskografie
Alben
- Shallow Bed (2012)
- Alarms in the Heart (2014)

EPs
- The Chambers and the Valves (2009)
- Bible Belt (2010)
- Weights and Measures (2011)
- Shallow Bed (Acoustic) (2012)
- Hooves of Doubt (2015)

Lieder
- New Ceremony (2011)
- No Rest (2011)
- Weights and Measures (2011)
- The Chambers and the Valves (2012)
- New Ceremony (2012)
- Zaytoun (2013)
- Gethsemane (2014)
- Everlasting Light (2014)
- Rollerskate (2015)